# Andrea Zambrana
Andrea Zambrana (ur. 25 czerwca 1981) – portorykańska lekkoatletka specjalizująca się w skoku o tyczce.

## Osiągnięcia
- brązowy medal igrzysk Ameryki Środkowej i Karaibów (San Salvador 2002)[1]
- srebrny medal igrzysk Ameryki Środkowej i Karaibów (Mayagüez 2010)
- brąz mistrzostw Ameryki Środkowej i Karaibów (Mayagüez 2011)
- złota medalistka mistrzostw kraju

## Rekordy życiowe
- skok o tyczce – 3,90 (2005 & 2010)